# Kalatea różowokropkowana

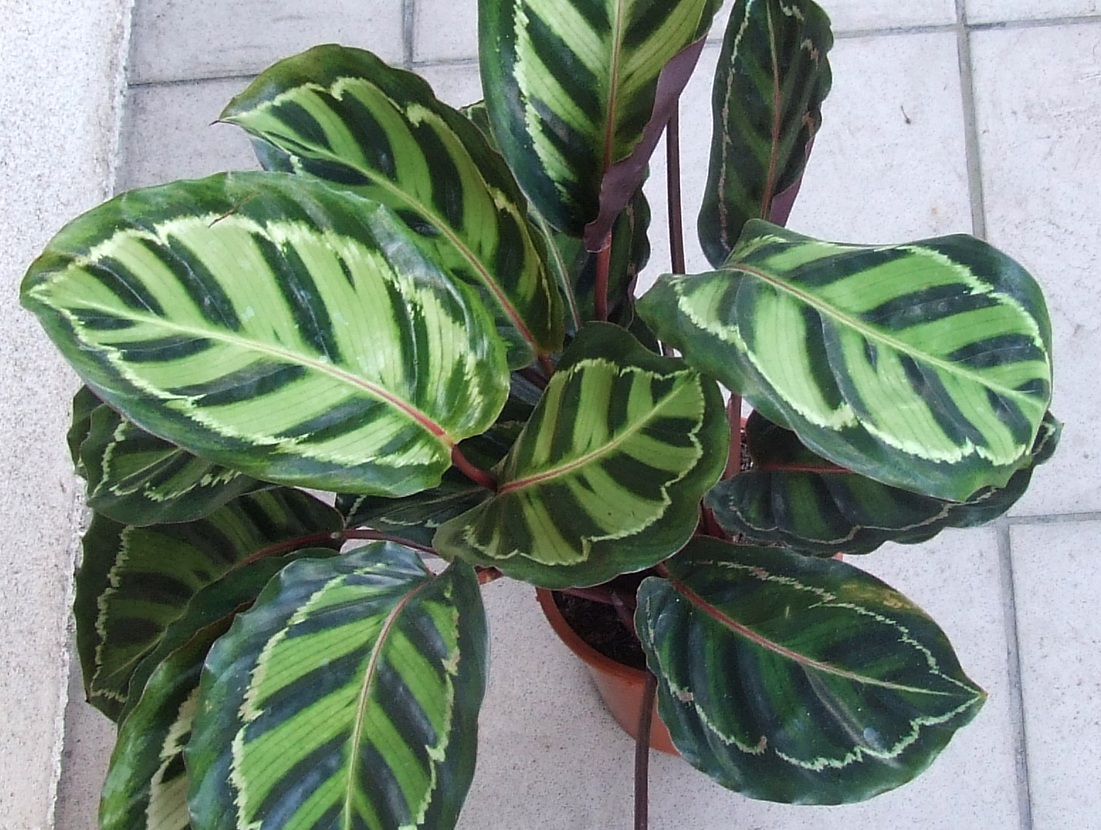
Goeppertia roseopicta

Kalatea różowokropkowana (Goeppertia roseopicta) – gatunek rośliny z rodziny marantowatych. Pochodzi z dżungli Brazylii i południowo-zachodniego Peru.

## Morfologia
Wiecznie zielona bylina o dużych, długoogonkowych, zaokrąglonych liściach. Są one błyszczące, ciemnooliwkowo-zielone z szerokim nerwem głównym, dołem wybarwionym na czerwono i poprzecznymi jasnozielonymi i szerokimi pasami niedochodzącymi do brzegu blaszki. Spodnia strona liści jest purpurowo-fioletowa. Cechą charakterystyczną jest występowanie na ogonkach liści tzw. poduszek stawowych, które pozwalają na bardzo szybkie zmiany położenia blaszki liściowej w stosunku do kąta padania promieni słonecznych, np. w południe są niemal poziome, wieczorem ustawiają się pionowo do góry. Kwiaty są mniej dekoracyjne. Zebrane są w grona z białymi lub różowymi podsadkami.

## Odmiany ozdobne
- Typowa forma uprawiana w mieszkaniu osiąga szerokość do 50 cm i podobną wysokość.
- Karłowa odmiana 'Eclipse' osiąga wysokość 15–20 cm i niewiele większą szerokość
- Inne odmiany: 'Angela', 'Cora', 'Dottie', 'Indri', 'Medallion', 'Mia', 'Rosy', 'Silvia'

## Uprawa
- Wymagania: Roślina dość trudna w uprawie. Podstawowym warunkiem powodzenia uprawy jest zapewnienie jej dużej wilgotności. Należy doniczkę ustawić w naczyniu z wilgotnym torfem lub codziennie spryskiwać roślinę wodą. Ziemia w doniczce musi być stale wilgotna. Temperatura nie może być niższa od 10 °C, ale optymalna jest 27-29 °C. Nie wymaga natomiast pełnego światła, w lecie może rosnąć z dala od okna. W zimie jednak należy ją ustawić w miejscu lepiej naświetlonym.
- Zabiegi uprawowe. Latem podlewa się 2-3 razy w tygodniu, zimą raz na tydzień. Zakurzone liście czyści się przez spryskiwanie lub wycieranie mokrą szmatką. Nawożenie: w lecie co 2 tygodnie należy nawozić połową zalecanej dawki nawozów. Co roku na wiosnę rośliny przesadza się do większych doniczek.
- Rozmnażanie: Może rosnąć w mieszkaniu wiele lat, lepiej jednak co 3 lata lepiej ją odnowić, starsze okazy stają się bowiem mniej ładne. Rozmnaża się przez podział rozrośniętych kęp.
- Szkodniki i choroby. Bywa atakowana przez przędziorki. Są to maleńkie (0,2 mm) roztocza żyjące głównie na spodniej stronie liści. Objawy: liście marnieją, a na ich spodnie stronie można dostrzec pajęczynkę. Zwalcza się je przez opryskiwanie środkami chemicznymi.